# Munkásőrség

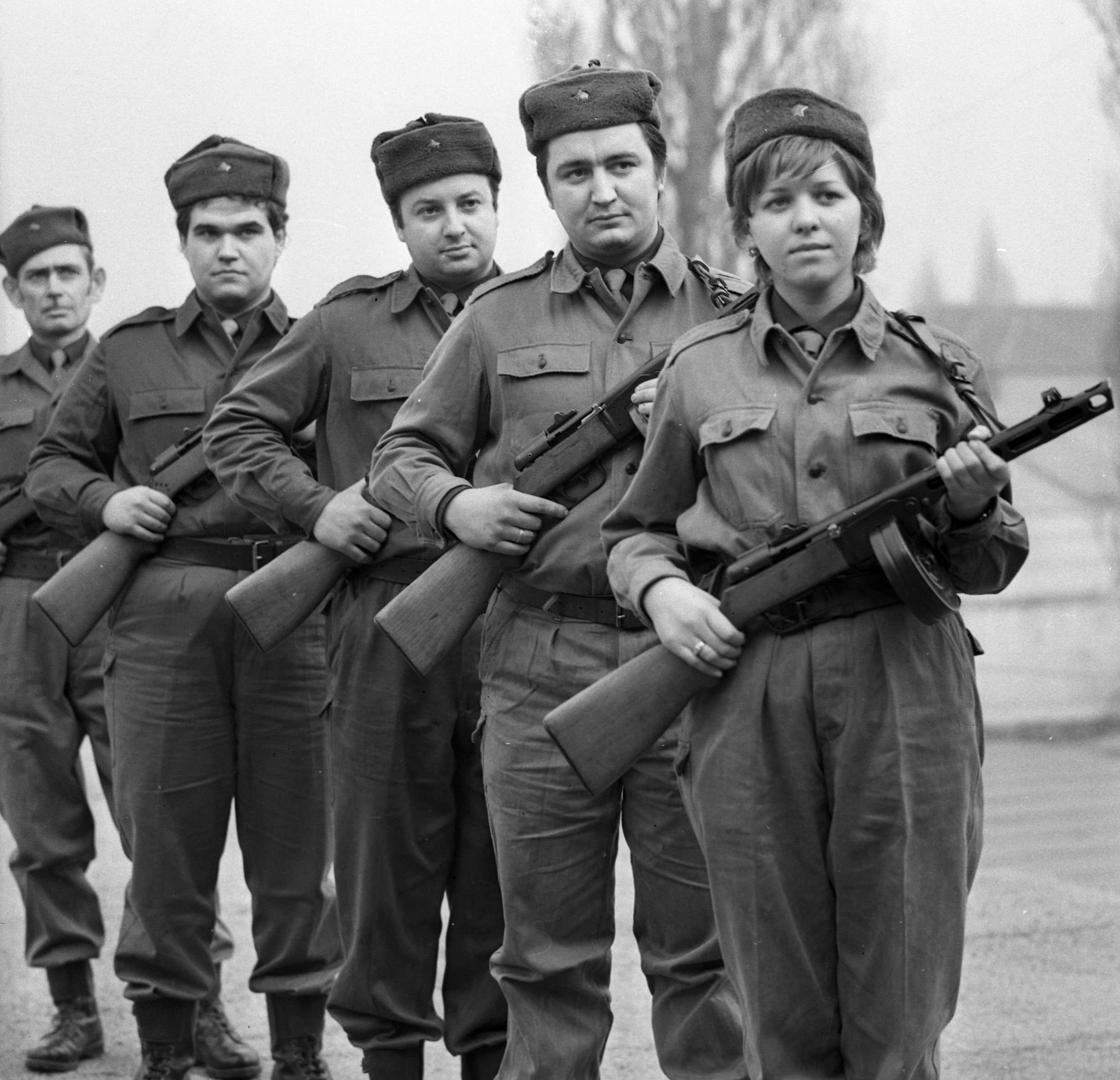
Członkowie Munkásőrség

Munkásőrség (pol. Milicja Robotnicza) – komunistyczna węgierska organizacja paramilitarna powołana do życia po stłumieniu powstania węgierskiego w 1956.
Założona w 1957. Deklarowanym zadaniem organizacji miała być ochrona zakładów pracy i procesów produkcyjnych przed domniemanym sabotażem ze strony sił opozycyjnych. W istocie stanowiła zbrojne ramię węgierskiej partii komunistycznej, pomagała w tropieniu wrogów prosowieckiej władzy i w podtrzymywaniu dyktatury komunistycznej na Węgrzech po 1956. Wstępowanie w szeregi Munkásőrség było dobrowolne i wiązało się z uzyskiwaniem licznych przywilejów, m.in. przyspieszaniem ścieżek kariery. Została rozwiązana w 1989 w wyniku referendum.